# Jhasmani Campos
Jhasmani Campos est un footballeur bolivien, né le 5 octobre 1988 à Santa Cruz de la Sierra, évoluant au poste de milieu.